# 加蒂济耶尔
加蒂济耶尔（法語：Gatuzières，法語發音：[ɡatyzjɛʁ]）是法国洛泽尔省的一个市镇，属于弗洛拉克区。

## 地理
加蒂济耶尔（44°11'55"N, 3°29'23"E）面积29.4 平方千米，位于法国奧克西塔尼大區洛泽尔省，该省份为法国南部内陆省份，北起上盧瓦爾省和康塔爾省，西接阿韦龙省，南至加尔省，东临阿尔代什省。
与加蒂济耶尔接壤的市镇（或旧市镇、城区）包括：于尔-拉帕拉德、韦布龙、弗赖西内德富尔克、鲁斯、巴叙雷尔、梅吕埃斯。

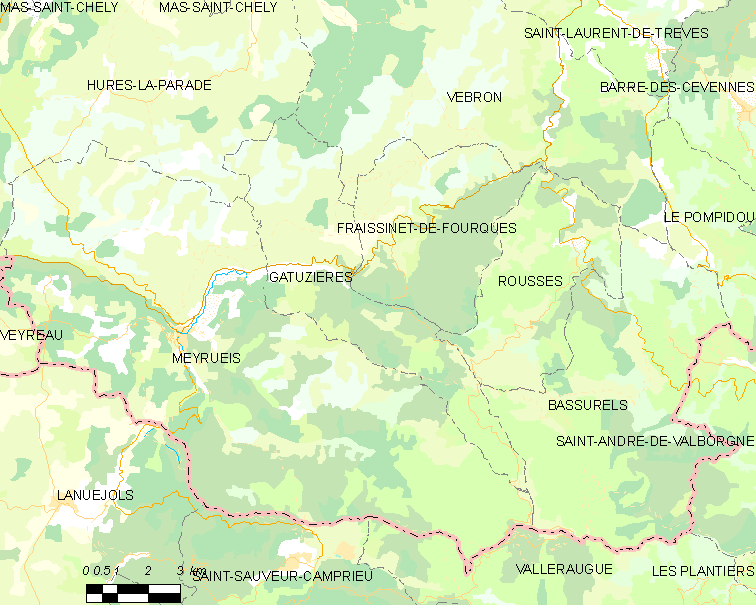
加蒂济耶尔的OSM定位图

加蒂济耶尔的时区为UTC+01:00、UTC+02:00（夏令时）。

## 行政
加蒂济耶尔的邮政编码为48150，INSEE市镇编码为48069。

## 政治
加蒂济耶尔所属的省级选区为弗洛拉克三河镇县。

## 人口

1962-2008年间加蒂济耶尔人口变化图示

加蒂济耶尔于2022年1月1日时的人口数量为52人。